# Архиепископ на Атина и цяла Гърция
Архиепископ на Атина и цяла Гърция (на гръцки: Αρχιεπίσκοπος Αθηνών και πάσης Ελλάδος) е официалният титул на примата на Църквата на Гърция. Диоцезът ѝ обаче не се простира върху цялата територия на Гърция, а само върху предполагаемата територия на антична Елада (откъдето и името ѝ на гръцки: Εκκλησία της Ελλάδος), т.е. изключени от църковната юрисдикция са остров Крит, Егейските острови и Северна Гърция, като в последната са включени т.нар. нови земи присъединени/анексирани от кралство Гърция по време на Балканските войни и които номинално са в диоцеза, т.е. под юрисдикцията на Вселенската патриаршия.
Църквата на Гърция е автокефална от 1850 г. и е на единадесето място в диптиха на Православните автокефалии между Кипърската православна църква и Албанската православна църква.

## Архиепископи на Атина и цяла Гърция
- Хрисостом I (8 март 1923 - 22 октомври 1938)
- Хрисант (12 декември 1938 - 2 юни 1941)
- Дамаскин (2 юни 1941 - 20 май 1949)
- Спиридон (4 юни 1949 - 21 март 1956)
- Доротей III (1 април 1956 - 26 юли 1957; като архиепископ на Атина)
- Теоклит II (1957 - 8 януари 1962; като архиепископ на Атина)
- Яков III (13 януари – 25 януари 1962; като архиепископ на Атина)
- Хрисостом II (14 февруари 1962 - 11 май 1967)
- Йероним I (14 май 1967 - 12 декември 1973)
- Серафим (16 януари 1974 - 10 април 1998)
- Христодул (28 април 1998 - 28 януари 2008)
- Йероним II (от 7 февруари 2008)